# ب‌ام‌و ام کوپه و رودستر
ب‌ام‌و ام کوپه (BMW M Coupé) و ب‌ام‌و ام رودستر (BMW M Roadster) نسخه‌های عملکرد بالای ب‌ام‌و زد۳ و ب‌ام‌و زد۴ از ب‌ام‌و ام بودند. نسل اول آن براساس ب‌ام‌و زد۳ بود و بین سال‌های ۱۹۹۸ تا ۲۰۰۲ تولید می‌شد. نسل دوم آن نیز بر اساس ب‌ام‌و زد۴ بود و بین سال‌های ۲۰۰۶ تا ۲۰۰۸ تولید می‌شد.
تمامی این خودروها در خط تولید ب‌ام‌و در اسپارتنبورگ، ایالات متحده آمریکا تولید شدند. برخی از قطعات اصلی آن (مانند موتور و گیربکس) نیز از آلمان وارد می‌شد.